# Европско првенство у атлетици за јуниоре 2009 — 400 метара препоне за јуниорке
Такмичење у трчању на 400 метара препоне у женској конкуренцији на на 20. Европском првенству у атлетици за јуниоре 2009. у Новом Саду одржано је 25. и 26. јула 2009. на Стадиону Карађорђе.
Титулу освојену у Хенгело 2007, није бранила Фабијен Колман из Немачке јер је прешла у млађе сениоре.

## Земље учеснице
Учествовало је 18 такмичарки из 14 земаља.
1. Белгија (1)
2. Белорусија (1)
3. Италија (1)
4. Летонија (1)
5. Литванија (1)
6. Немачка (3)
7. Норвешка (1)
8. Србија (1)
9. Турска (1)
10. Уједињено Краљевство (2)
11. Финска (1)
12. Француска (2)
13. Шведска (1)
14. Шпанија (1)

## Освајачи медаља
|                      |                      |                               |
| Инга Милер · Немачка | Мила Андрић · Србија | Кациарина Артјук · Белорусија |

## Сатница
| Датум   | Време | Коло          |
| ------- | ----- | ------------- |
| 25. јул | 14:50 | Квалификације |
| 26. јул | 16:00 | Финале        |

## Рекорди
| Рекорди пре почетка Европског првенства 2009. | Рекорди пре почетка Европског првенства 2009. | Рекорди пре почетка Европског првенства 2009. | Рекорди пре почетка Европског првенства 2009. | Рекорди пре почетка Европског првенства 2009. | Рекорди пре почетка Европског првенства 2009. |
| Рекорди                                       | Атлетичарка                                   | Земља                                         | Време                                         | Место                                         | Датум                                         |
| --------------------------------------------- | --------------------------------------------- | --------------------------------------------- | --------------------------------------------- | --------------------------------------------- | --------------------------------------------- |
| Европски рекорд У-20                          | Јонела Тарлеа                                 | Румунија                                      | 55,46                                         | Гетеборг, Шведска                             | 11. август 1995.                              |
| Рекорди европских првенстава У-20             | Зузана Хејнова                                | Чешка                                         | 58,89                                         | Каунас, Литванија                             | 23. јул 2005.                                 |

## Резултати

### Квалификације
Квалификације су одржане 24. јула. Такмичарке су биле подељене у 3 групе. У финале су се пласирале прве 2 из сваке групе (КВ) и 2 на основу резултата (кв).
Почетак такмичења: група 1 у 14:50, група 2 у 14:57, група 3 у 15:04.
| Место | Групе | Стаза | Атлетичарка          | Земља                | ЛР      | ЛРС     | Резултат | Белешка |
| ----- | ----- | ----- | -------------------- | -------------------- | ------- | ------- | -------- | ------- |
| 1.    | 2     | 4     | Инга Милер           | Немачка              | 56,97   | 56,97   | 57,81    | КВ      |
| 2.    | 3     | 6     | Ања Борк             | Немачка              | 57,86   | 57,86   | 58,45    | КВ      |
| 3.    | 1     | 6     | Мила Андрић          | Србија               | 59,62   | 59,83   | 58,66    | КВ, ЛР  |
| 4.    | 3     | 3     | Кациарина Артјук     | Белорусија           | 58,58   | 58,58   | 58,79    | КВ      |
| 5.    | 1     | 7     | Ема Милард           | Финска               | 58,04   | 58,04   | 58,88    | КВ      |
| 6.    | 1     | 5     | Кристијане Клопш     | Немачка              | 57,87   | 57,87   | 59,28    | кв      |
| 7.    | 1     | 4     | Есе Окоро            | Уједињено Краљевство | 59,76   | 59,76   | 59,49    | кв, ЛР  |
| 8.    | 2     | 7     | Лорен Баучард        | Уједињено Краљевство | 58,72   | 58,72   | 59,84    | КВ      |
| 9.    | 1     | 2     | Јеси Раес            | Белгија              | 59,90   | 60,67   | 59,92    | ЛРС     |
| 10.   | 2     | 6     | Лаетитиа Жовијен     | Француска            | 59,23   | 59,23   | 1:00,07  |         |
| 11.   | 2     | 3     | Тине Тејгене Дален   | Норвешка             | 60,03   | 60,03   | 1:00,87  |         |
| 12.   | 2     | 2     | Лараиц Бергара       | Шпанија              | 60,96   | 60,96   | 1:01,00  |         |
| 13.   | 1     | 3     | Емилија Гранквист    | Шведска              | 59,64   | 60,75   | 1:01,02  |         |
| 14.   | 3     | 2     | Илариа Витале        | Италија              | 59,59   | 59,59   | 1:01,10  |         |
| 15.   | 2     | 5     | Лига Велвере         | Летонија             | 60,29   | 60,29   | 1:01,21  |         |
| 16.   | 3     | 4     | Кели Сингамалум      | Француска            | 60,01   | 60,01   | 1:02,46  |         |
| 17.   | 3     | 7     | Елиф Јилдирим        | Турска               | 60,17   | 60,85   | 1:02,62  |         |
| 18.   | 3     | 5     | Кристина Јасинскаите | Литванија            | 1:00,50 | 1:00,50 | 1:02,77  |         |

### Финале
Финале је одржано 26. јула 2009. године у 16:00.
| Место | Стаза | Атлетичарка      | Земља                | Резултат | Белешка |
| ----- | ----- | ---------------- | -------------------- | -------- | ------- |
|       | 3     | Инга Милер       | Немачка              | 57,16    |         |
|       | 6     | Мила Андрић      | Србија               | 57,55    | НР, ЛР  |
|       | 4     | Кациарина Артјук | Белорусија           | 58,09    | =ЛР     |
| 4.    | 8     | Ема Милард       | Финска               | 58,52    |         |
| 5.    | 1     | Кристијане Клопш | Немачка              | 58,80    |         |
| 6.    | 2     | Есе Окоро        | Уједињено Краљевство | 1:00,64  |         |
| 7.    | 5     | Ања Борк         | Немачка              | 1:04,78  |         |
| 8.    | 7     | Лорен Баучард    | Уједињено Краљевство | НЗ       |         |